# Mark Parrish
Mark Parrish är en amerikansk före detta professionell ishockeyspelare född 2 februari 1977 i Edina, Minnesota, USA. Han var högerforward till positionen och spelade sammanlagt 722 NHL-matcher för New York Islanders, Florida Panthers, Los Angeles Kings, Minnesota Wild, Dallas Stars, Tampa Bay Lightning och Buffalo Sabres.
Parrish draftades 1996 av Colorado Avalanche som nummer 79. 2006 spelade han i det amerikanska landslaget under vinter-OS.